# Contea di Gaoyi
La contea di Gaoyi (高邑县S, GāoyìP) è una contea della Cina, situata nella provincia di Hebei e amministrata dalla prefettura di Shijiazhuang.